# Інкременталізм
Інкременталізм — це метод роботи, який полягає в додаванні до проекту за допомогою багатьох невеликих поступових змін замість кількох (широко запланованих) великих стрибків. Логічний інкременталізм означає, що кроки процесу є розумними.  Логічний інкременталізм зосереджується на «владно-поведінковому підході до планування, а не на підході планування формальних систем».  У державній політиці інкременталізм - це метод змін, за допомогою якого з часом вводиться багато невеликих змін політики, щоб створити більш масштабну політичну зміну. Політолог Чарльз Е. Ліндблом розробив цю теоретичну політику раціональності в 1950-х роках як проміжний шлях між моделлю раціонального актора та обмеженою раціональністю , оскільки як довгострокова, цілеспрямована політика раціональності, так і задоволення не вважалися адекватними. 
Засновником інкременталізму (від. англ. incremental — поступовий, додатковий) вважається Ч. Ліндблом, який у своїй роботі «Наука плутанини» визначив свій інкрементальний підхід як «менеджерський підхід, коли рішення приймаються не з огляду на чітко визначені цілі, а на реалії сьогодення та можливості їх вирішення лише в загальному вигляді за допомогою поступових кроків, які, в свою чергу, базуються на постійній корекції стратегічних планів під дією внутрішніх та зовнішніх факторів» [, c.79-88]. 
Приклади.
Подібні підходи зустрічаються, не тільки на загальноекономічному рівні (наприклад застосування інкременталізму у менеджменті), але й на рівні дослідження глобальних процесів, зокрема європейської економічної інтеграції. Так Амстердамський договір має дуже обмежене економічне значення у порівнянні з Маастрихтським. Принципова відмінність полягає у незначній деталізації соціально-економічних цілей розвитку ЄС, наприклад рівність жінок та чоловіків. Згодом цей процес отримав назву інкременталізм Амстердамського договору [].
[i]. Lindblom E. Ch. The science of «Muddling through» [Electronic resource] / Lindblom E. Charles. — Mode of access: http://www.polsci.chula.ac.th/pitch/planningtheory2009/lindblom.pdf. — Title from a screen.
1. ↑  Incrementalism. Wikipedia (англ.). 29 грудня 2023. Процитовано 11 березня 2024.
2. ↑  Migone, Andrea; Howlett, Michael (7 липня 2016). Charles E. Lindblom, “The Science of Muddling Through”. Oxford Handbooks Online. doi:10.1093/oxfordhb/9780199646135.013.33. Процитовано 18 серпня 2019.
3. ↑  Pelkmans, Jacques (2006). The Economics of Single Market Regulation. Mapping European Economic Integration (англ) . Palgrave Macmillan. ISBN 9781137317360.